# Aktuelle Juristische Praxis
Die Aktuelle Juristische Praxis / Pratique Juridique Actuelle (AJP/PJA) ist eine schweizerische Fachzeitschrift. Sie behandelt thematisch sämtliche Rechtsgebiete, die mit dem Recht der Schweiz zu tun haben, und erscheint zweisprachig auf Deutsch und Französisch.
Zur Redaktion gehören Valérie Défago Gaudin, Anne-Sylvie Dupont und Olivier Hari von der Universität Neuenburg, Patricia Egli und  Arnold F. Rusch (Universität St. Gallen), Stefan Heimgartner (Universität Zürich), Stephanie Hrubesch-Millauer und Alexander Markus (Universität Bern), Bertrand Perrin (Universität Freiburg) sowie Ivo Schwander.
Die Zeitschrift enthält Aufsätze, Rechtsprechungspanoramen zu Entwicklungen der Rechtsprechung auf einzelnen Rechtsgebieten, Entscheidbesprechungen, eine Rechtsetzungs- und Literaturübersicht sowie Buchbesprechungen. Zielgruppe ist die juristische Praxis, ausserdem Hochschulen und Universitäten. 
Nach der Schweizerischen Juristen-Zeitung (SJZ) mit einer Druckauflage von 1'900 Exemplaren ist die AJP eine der auflagenstärksten allgemeinen juristischen Fachzeitschriften in der Schweiz.